# Джим Генсон
Джеймс Маурі «Джим» Генсон (англ. James Maury «Jim» Henson; 24 вересня 1936, Грінвілл, Міссісіпі — 16 травня 1990, Нью-Йорк) — американський ляльковик, актор, режисер, сценарист, продюсер. Творець телепрограми «Маппет-шоу».

## Життєпис
Джим Генсон був другим з шести дітей у сім'ї Пола Рансома й Елізабет Марселли Генсон. Раннє дитинство він провів у містечку Ліланд (Міссісіпі)., наприкінці 1940-х років його сім'я переїхала в Юніверсіті Парк (Меріленд) поблизу Вашингтона.
Ще навчаючись у школі, Генсон 1954 року прийшов на місцеве телебачення, де працював у ранковій дитячій програмі. 1955 року під час навчання в університеті Меріленду, він був запрошений на лялькове шоу Sam and Friends. Спеціально для цього шоу, де Генсон пропрацював шість років, він придумав ляльок-маппетів, включаючи жабеня Керміта — найвідомішого маппета. Все життя Керміта озвучував сам Генсон. 1959 року він одружився зі студенткою того ж університету Меріленда Джейн Нібель. Протягом шлюбу у них народилося п'ятеро дітей: Ліза (1960), Шеріл (1962), Брайан (1963), Джон (1965) і Хізер (1970); всі п'ятеро так чи інакше брали участь у різних батькових проектах.
Після відходу з шоу Генсон зайнявся виробництвом реклами. 1963 року вони з дружиною переїхали в Нью-Йорк, де заснували корпорацію «Маппет». Коли Джейн на час залишила справу, щоб доглядати за дітьми, Генсон найняв сценариста Джеррі Джула і лялькаря Френка Оза. Дружба і спільна робота Генсона, Оза і Джула тривала 27 років. З 1964 до 1968 року Генсон перемкнувся на кіно, знімаючи експериментальні фільми. Його короткометражка «Відрізок часу» номінувалася на «Оскар» 1966 року.
Коли 1969 року створювалася нова дитяча освітня програма «Вулиця Сезам», туди був запрошений Хенсон. Для цієї програми він зробив кількох персонажів-ляльок. Хенсон і Оз озвучували двох друзів, які жили на вулиці Сезам: відповідно, Ерні і Берта. Постійним персонажем був і жабеня Керміт, який виконував роль репортера. Успіх програми дозволив Хенсонові кинути рекламу.
Генсон і його команда намагалися розширити свою аудиторію, роблячи номера не тільки для дітей, а й для дорослих. Вони брали участь у перших випусках гумористичного шоу «Суботнім вечором у прямому ефірі» — з жовтня 1975 року до січня 1976.
Вирішивши зробити власне шоу, Генсон зняв два пілотних випуски: 1974 року — The Muppets Valentine Show з акторкою Міа Ферроу як запрошеною зіркою, а 1975 — «Шоу Маппет: Секс і насильство». Нарешті, 27 вересня 1976 року на британському каналі Associated TeleVision почала виходити власна програма Генсона «Маппет-шоу». У «Маппет-шоу» ляльки Генсона стали акторами музичного театру, режисером і конферансьє виступав Керміт. У програмі брали участь як старі маппети, що з'являлися в інших програмах (Керміт, піаніст пес Рольф, каскадер Гонзо), так і нові (акторка міс Піггі, комік ведмежа Фоззі). Багатьох персонажів озвучували Генсон і Оз. Програма здобула премії BAFTA й Еммі, а 1978 року Тайм назвав «Маппет-шоу» «найпопулярнішою розважальною програмою, виробленої на Землі в даний час».
Джима Генсона запрошували озвучити магістра Йоду у фільмі «Зоряні війни. Епізод V. Імперія завдає удару у відповідь», проте він відмовився і переконав Джорджа Лукаса, що Френк Оз краще виконає цю роль.
За три роки після початку «Маппет-шоу» ляльки Генсона з'явилися в повнометражному фільмі «Маппет», в якому Генсон, окрім участі в озвучуванні головних героїв, виконав обов'язки продюсера. 1981 року Генсон поставив другий повнометражний фільм: «Велике лялькове подорож». У тому ж році «Маппет-шоу» було закрито, так як Генсон вирішив цілком зосередитися на зйомках кінофільмів.
Разом з Озом Генсон 1982 року поставив повнометражний фільм, не пов'язаний з «Маппет». Це був фільм «Темний кристал» у жанрі фентезі, в якому поєднувалися ляльки і натурні знімання. 1983 року Генсон створив програму «Скеля Фреглів», де діють ляльки-маппети, але зовсім інші, ніж у «Маппет-шоу». За рік вийшов черговий фільм про Кермета і його друзів: «Маппети завойовують Манхеттен». Його поставив Оз, а Генсон був актором озвучення і виконавчим продюсером. 1984 року вийшла перша серія дитячого мультсеріалу «Лялечки-малятка», де Керміт, Гонзо, Піггі та інші постають малюками.
Того ж року Генсон побував у Москві, де зняв фільм про Сергія Образцова. Знаменитого радянського лялькаря він називав своїм учителем.
Другий фентезі-фільм Генсона «Лабіринт», в якому грали як живі актори, так і ляльки, вийшов 1986 року. Головні ролі виконали Дженніфер Коннеллі та співак Девід Бові, сценарій написав учасник комічної трупи «Монті Пайтон» Террі Джонс, а виконавчим продюсером став Джордж Лукас.
Протягом декількох тижнів 1988 року виходила програма Генсона «Казкар», в якій люди та ляльки розігрували сюжети європейських казок. 1989 року так само довго проіснувала і програма «The Jim Henson Hour», яка теж була скоро закрита.
15 травня 1990 року Генсон потрапив до госпіталю Нью-Йорка з симптомами пневмонії. Наступного дня він помер.

## Пам'ять про Джима Генсона
Фільм «Черепашки ніндзя 2» (1991) був присвячений пам'яті Джима Генсона.
2004 року у Франції був випущений присвячений пам'яті Джима Генсона комп'ютерний чорно-білий мультфільм «Овертайм» (автори — Урі Атлан, Тібо Берлан, Дем'єн Феріе), героями якого є сам Генсон і його ляльки.

## Нагороди
- 1976 — премія «Еммі» за найкращий комедійний або музичний серіал («Маппет-шоу»)
- 1978 — приз BAFTA за найоригінальнішу програму/серіал («Маппет-шоу»)
- 1983 — гран-прі на Кінофестивалі фантастичних фільмів в Аворіазі («Темний кристал»)
- 1987 — премія «Еммі» за найкращу дитячу програму («Казкар»)
- 1989 — премія «Еммі» за найкращу режисуру комедійної чи музичної програми («The Jim Henson Hour»)
- 1992 — приз BAFTA за найкращу дитячу програму («Казкар»)